# 武藤雄树
武藤雄樹（1988年11月7日－），日本足球運動員，司職前鋒，現效力日職球隊柏雷素爾，前日本國家足球隊成員。

## 俱樂部生涯
武藤雄树2011年从流通经济大学毕业加盟仙台。武藤雄树是万能型前锋，可从多个地点参与攻击。
浦和红钻前锋武藤雄树在客场对柏雷素尔的比赛中打进一球，已经连续4轮破门，是武藤本赛季的第6个进球。
过去他在仙台效力时4年总共只打进6球(70场)，而今年加盟浦和后他只用了13场比赛就打进了6球。
浦和红钻官方宣布仙台维加泰前锋武藤雄树正式加盟球队。
在他最初加盟浦和红钻的前2个赛季联赛入球数都超过了10个，虽然此后他逐渐失去了主力位置，不过只要他入球球队就能立于不败之地的神话仍在延续。然而2017年赛季，他仅仅为球队攻入6球。
7月12日，柏雷素尔官方宣布， 武藤雄树已经正式从浦和红钻转会至球队，身穿19号球衣。

## 國家隊生涯
武藤雄树在2015年东亚盃首次入选国家队，两场首发，打进两球，武藤雄树在第一场对阵北韩和第三场对阵中国的比赛中都首发出场并都取得进球，连续2场首发都取得进球，这在日本国家队历史上仅有6人做到，最近的有1995年的名波浩，2013年参加东亚杯的柿谷曜一朗。并且首次代表国家队就取得进球，武藤雄树成为史上第29人。